# BDO International
BDO International ist ein weltweites Netzwerk von Unternehmen, die vor allem in der Wirtschaftsprüfung tätig sind. Das Netzwerk wurde 1963 als Gesellschaft Binder, Dijker, Otte & Co. gegründet, deren Initialen später der Namensgebung für die Gruppe dienten. Das internationale BDO Netzwerk zählt nach eigenen Angaben mit einem Honorarvolumen von rund 10,3 Milliarden US-Dollar (2020) und weltweit 91.054 Mitarbeitern (2020) zur Gruppe der fünf weltweit führenden Prüfungs- und Beratungsorganisationen. Einzelne Mitgliedsfirmen sind darüber hinaus auch noch in anderen Bereichen tätig, die Schweizer BDO AG beispielsweise im Treuhand (Steuerberatung) und der Immobilienverwaltung.
Zur BDO International gehören 151 Mitgliedsfirmen, darunter:
- Deutschland – BDO AG Wirtschaftsprüfungsgesellschaft
- Schweiz – BDO AG
- Australien – BDO Kendalls
- Belgien – BDO Atrio
- Niederlande – BDO CampsObers
- Neuseeland – BDO Spicers
- Norwegen – BDO Noraudit & Co.
- Kanada – BDO Dunwoody LLP
- Österreich – BDO Austria GmbH[4]
- Griechenland – BDO Griechenland
- Vereinigtes Königreich – BDO Stoy Hayward LLP
- Vereinigte Staaten – BDO Seidman LLP
- Russland – BDO Unicon
- Irland – BDO Simpson Xavier
- Hongkong – BDO McCabe Lo
- Indien – BDO Haribhakti & Co.
- Dänemark – BDO ScanRevision
- Schweden – BDO Nordic
- Spanien – BDO Audiberia
- Türkei – BDO Denet
- Israel – Ziv Haft